# Узбекистан на пляжных Азиатских играх 2012
На 3-х Азиатских пляжных играх, проходивших 12—22 июня 2012 года в Хайяне (Китай), Узбекистан представлял один спортсмен, соревновавшийся в спортивном скалолазании. По итогам Игр узбекская сборная не смогла завоевать медали.

## Спортивное скалолазание
Мужчины
| Спортсмен       | Дисциплина | Квалификация | Полуфинал | Финал     |
| --------------- | ---------- | ------------ | --------- | --------- |
| Дмитрий Сорокин | Боулдеринг | 0t0 3b3      | 0t0 1b2   | не прошёл |
| Дмитрий Сорокин | Лид        | 23           | 11+       | не прошёл |